# Accord de commerce et de coopération entre le Royaume-Uni et l'Union européenne
- Royaume-Uni
- Union européenne et Euratom

L'Accord de commerce et de coopération entre l'Union européenne et la Communauté européenne de l'énergie atomique, d'une part, et le Royaume-Uni de Grande-Bretagne et d'Irlande du Nord, d'autre part (nom officiel) est un accord de libre-échange conclu le 24 décembre 2020 et mis en pratique de manière provisoire le 1er janvier 2021. Il entre en vigueur de manière effective à parti du 1er mai 2021.

## Histoire des négociations
À la suite du référendum sur le retrait de l'Union européenne par le Royaume-Uni, voté le 23 juin 2016, et à l'activation de l'article 50 du traité sur l'Union européenne, le 29 mars 2017, le Royaume-Uni quitte l'Union européenne le 31 janvier 2020. Ce retrait est longuement négocié entre fin 2018 et début 2020 au travers de l'accord de retrait du Royaume-Uni de l'Union européenne, approuvé en janvier 2020. Cet accord met en place une période de transition qui prend fin le 31 décembre 2020, durant laquelle le Royaume-Uni reste temporairement dans l'Espace économique européen, le marché intérieur et l'union douanière. L'accord de retrait permet également d'allonger la période de transition de deux ans au-delà du 31 décembre 2020, prolongation pouvant être demandée jusqu'au 30 juin 2020, mais le Royaume-Uni ne l'a pas souhaité.
David Frost est nommé par le gouvernement britannique pour diriger l'équipe de négociation pour l'accord à partir de la sortie effective du Royaume-Uni de l'Union européenne, c'est-à-dire le 31 janvier 2020, rôle qu'il avait déjà au sein du secrétaire d'État à la Sortie de l'Union européenne depuis le 29 juillet 2019. Michel Barnier continue lui aussi son rôle de négociateur en chef, avec un mandat défini le 24 février 2020,. Le contenu du mandat de l'Union européenne est publié le 25 février 2020 et celui du Royaume-Uni le 27 février 2020.
Les négociations sur cet accord de libre-échange, et donc sur les relations commerciales nouvelles entre l'Union européenne et le Royaume-Uni, débutent formellement début mars 2020. Dès le début des négociations, des désaccords importants existent sur le rôle de la Convention européenne des droits de l'homme et de la Cour de justice de l'Union européenne dans leurs relations, sur la question de la pêche et sur le fait d'avoir un seul traité ou plusieurs traités annexes sur plusieurs thématiques. À partir de la seconde session de négociation, en mars 2020, les négociations sont reportées en raison de la pandémie de Covid-19,. Michel Barnier a été contaminé par le Covid-19 en mars 2020 et David Frost a présenté des symptômes,. Le 18 mars 2020, la Commission européenne publie un projet d'accord juridique, pendant juridique du mandat de négociations approuvés le 25 février 2020. Malgré le contexte et la pandémie, le gouvernement britannique est fermement opposé à une prolongation de la période de transition et des négociations. Les négociations reprennent par visioconférence entre le 20 et le 24 avril 2020 pour une deuxième session de négociation, sans avancement concret,. Entre le 11 et le 15 mai 2020, le troisième cycle de négociations a lieu, marqué encore par le peu de progrès,.
Lors de la 4e session, du 2 au 5 juin 2020, les négociations ont encore une fois peu avancé. Le 13 juin 2020, le gouvernement réaffirme officiellement qu'il ne souhaite pas étendre la période de transition après le 31 décembre 2020.
Du 29 juin au 2 juillet, la 5e session de négociations a lieu de manière présentielle, pour la première fois depuis mars, marquée par des désaccords toujours importants. Du 21 au 23 juillet 2020, une nouvelle session a lieu avec toujours peu de progrès, notamment sur la pêche et sur les mécanismes pour réglementer les aides étatiques, sauf en ce qui concerne le fait de n'avoir qu'un traité unique au lieu de plusieurs traités thématiques. Du 17 au 21 août 2020, la 7e session de négociation a lieu, avec encore une fois peu de progrès notamment sur les questions de la pêche et les mécanismes anti-dumping.
Du 8 au 10 septembre 2020, le 8e cycle de négociations prend place, juste après qu'un brouillon d'un projet de loi remettant en question l'accord de retrait du Royaume-Uni de l'Union européenne sorte dans la presse,. Le 9 septembre 2020, le gouvernement britannique publie le projet de loi portant sur l'organisation du Royaume-Uni après sa sortie de l'Union européenne, en révisant en partie ses engagements pris dans le cadre du Brexit. À la suite de cette publication, les responsables politiques des deux camps dont Ursula von der Leyen, présidente de la Commission européenne, ou Brandon Lewis, ministre britannique chargé de l’Irlande du Nord, décrivent ce projet de loi, comme violant le droit international, en ne respectant pas les engagements du Royaume-Uni pris dans un traité de droit international.
Du 29 septembre au 2 octobre 2020, le 9e cycle de négociations a lieu, avec certains progrès, même si les principales problématiques sont toujours là. Le 1er octobre 2020, la Commission européenne lance une procédure d'infraction contre le Royaume-Uni et demande le retrait du projet de loi sur le marché intérieur britannique ; elle précise que la procédure pourra aller jusqu'à la Cour de justice européenne si le projet n'est pas retiré rapidement,.
Le 15 octobre 2020, marque la fin de la durée estimée pour les négociations pour cet accord de libre-échange. À la suite du conseil européen des 15 et 16 octobre 2020, le Royaume-Uni considère que les négociations post-Brexit sont terminées. Les deux ensembles se préparent à des échanges commerciaux sans accord de libre-échange tout en continuant les négociations,. Après une semaine de paralysie, le Royaume-Uni et l’Union européenne reprennent les négociations pour tenter de trouver un accord commercial, avec des négociations quotidiennes,. Des progrès sont rapidement réalisés fin octobre, sauf sur la question de la pêche. Par la suite, en novembre, les thématiques les plus techniques et juridique de l'accord ont été validés, ne restant que les dossiers sensibles comme la pêche,. En parallèle, la date butoir pour la fin des négociations est régulièrement reportée. Le 8 décembre 2020, un accord partiel est conclu sur la question commerciale liée à l'Irlande du Nord.
Finalement, l'accord est conclu le 24 décembre 2020, soit une semaine avant la date butoir, ce qui évite qu'un scénario sans accord soit mis en application. Le 26 décembre 2020, le contenu de l'accord, comportant plus de 1 200 pages, est publié.
Le 28 décembre 2020, les États-membres de l'Union européenne ont donné leur approbation écrite pour l'accord. Le 30 décembre 2020, l'accord est signé par la présidente de la Commission européenne Ursula von der Leyen et le président du Conseil européen Charles Michel. Le même jour, il est validé par la Chambre des communes à 521 pour et 73 contre, puis par la Chambre des Lords, toujours le 30 décembre, à 521 votes pour et 73 votes contre. Le 31 décembre 2020, l'accord est signé par la Reine, devenant officiellement une loi.
Toujours le 31 décembre 2020, un accord de principe est conclu entre le Royaume-Uni et l'Espagne pour permettre à Gibraltar de rester dans l'espace Schengen, la question du territoire britannique d'outre-mer n'ayant pas été intégrée à l'accord de commerce et de coopération entre le Royaume-Uni et l'Union européenne. Le 30 avril 2021, le Parlement européen donne son approbation à l'accord. L'accord entre en vigueur de manière effective le lendemain 1er mai.

## Contenu
L'accord pérennise l'absence des droits de douane sur les échanges de biens entre le Royaume-Uni et l'Union européenne, comme durant son adhésion à l'Union européenne, y compris sur les produits agricoles et sur les produits de la pêche. Il oblige à l'application d'un certain nombre de normes européennes par le Royaume-Uni.
Cependant, l'accord ne pérennise pas l'absence d'un ensemble de formalités bureaucratiques, de contrôles douaniers et de vérifications de normes sanitaires et phytosanitaires que connaissait le commerce entre les deux parties. Ces contrôles et vérifications se mettront donc en place à partir du 1er janvier 2021,,,.
La fin de la période de transition et le retrait du Royaume-Uni de l'Union européenne supprime la libre circulation des personnes entre les deux ensembles, que cet accord ne rétablit pas. Les citoyens britanniques n'ont plus les mêmes possibilités de travailler ou d'habiter dans l'Union européenne et vice versa
L'accord ne porte pas sur les questions des services financiers entre les deux ensembles, qui doit faire l'objet d'autres discussions, mais des dérogations temporaires ont été accordées pour un certain nombre d'activités financières. Et plus généralement, l'accord ne porte pas sur la question des services,.
Un des points marquants les plus conflictuels des négociations a été la question des droits de pêche, du fait de son poids symbolique pour le Royaume-Uni et pour un certain nombre de pays européens. Si au début des négociations le Royaume-Uni proposait une réduction de 70 % des droits de prise dans ses eaux territoriales de manière progressive sur trois ans, cette réduction est passée à une diminution de 25 % de manière progressive sur cinq ans et demi. Pendant cette période, les pêcheurs européens auront accès aux eaux territoriales britanniques. Après cette période, les quotas de pêche des pêcheurs des pays européens seront renégociés annuellement.
Un autre point important des négociations a été le mécanisme de garantie et d'arbitrage en cas de désaccord, notamment sur la question de la concurrence, sur les droits du travail, de la réglementation environnementale et de l'aide étatique,,. Si un désaccord apparaît sur ces questions, l'accord indique qu'une augmentation des droits de douane est possible, mais qu'elle sera décidée par un organisme d'arbitrage. De même pour les aides étatiques, un organisme d'arbitrage pourra demander la restitution des aides. Le Royaume-Uni a obtenu de ne pas être assujetti à la Cour de justice de l'Union européenne.
L'accord met fin à la participation du Royaume-Uni au programme Erasmus, sauf pour les étudiants d'Irlande du Nord. L'accord ne remet pas en cause les échanges Erasmus déjà financés et encore en cours. Le gouvernement britannique annonce, à la place, créer un programme d'échange étudiants, nommé d'après Alan Turing, destiné aux étudiants britanniques. L'accord permet au Royaume-Uni de participer à certains programmes européens comme Horizon Europe, Copernicus, ITER ou certaines projets de recherche d'Euratom, si le Royaume-Uni effectue un financement associé.
L'accord définit un nouveau cadre moins intégré en termes de coopération policière et judiciaires entre les deux ensembles. Cette coopération policière et juridique pourra être arrêtée si le Royaume-Uni ne respecte pas la Convention européenne des droits de l'homme. La coopération en matière de défense et de relations extérieures n'est pas souhaitée par le Royaume-Uni et n'est pas intégrée à l'accord,. Le routage téléphonique, la reconnaissance des diplômes, l'accès aux marchés publics ou encore la liberté de déplacement des personnes sans visa entre les deux ensembles ne sont pas traités par l'accord.